# Сауседо, Карлос
Ка́рлос Саусе́до (исп. Carlos Enrique Saucedo Urgel; родился 11 сентября 1979 года в Санта-Крус-де-ла-Сьерре) — боливийский футболист, нападающий национальной сборной Боливии. Дебютировал на профессиональном уровне лишь в 26 лет. В 2012 году, в возрасте 33 лет, стал лучшим бомбардиром и игроком чемпионата Боливии, а также отметился первыми забитыми мячами в составе национальной сборной; сразу же оформил хет-трик в ворота сильнейшей на тот момент сборной Западного полушария, Уругвая.

## Биография
Дебютировал в чемпионате Боливии в возрасте 26 лет в 2006 году благодаря приглашению от Эрвина Санчеса. Уже в следующем году перешёл в «Боливар» и получил вызов в национальную команду, но в двух матчах за «зелёных» ничем себя не проявил и в следующие четыре года в сборную не вызывался.
В 2008 году провёл часть сезона в «Депортиво Кито», отметившись одним забитым голом и внеся вклад в победу столичной команды в чемпионате Эквадора — третью в истории клуба и первую за 40 лет. Вторую половину 2008 и первую половину 2009 года провёл в «Стронгесте», а первый титул чемпиона Боливии Сауседо завоевал в конце 2009 года в «Блуминге» — в Клаусуре 2009 нападающий отметился в шести матчах семью забитыми голами.
В 2010 и 2011 годах выступал за «Аурору» и колумбийский «Индепендьенте» из Медельина.
Самым успешным в карьере Сауседо стал 2012 год. 33-летний нападающий, перешедший в «Сан-Хосе» из Оруро после почти восьмимесячного периода без игр, в 43 матчах сезона отметился 40 забитыми голами, за что получил от испанской газеты Marca прозвище «Боливийский Месси». Так, в Апертуре 2012 Сауседо в 21 игре забил 23 гола.
Спустя пять лет нападающий вновь получил вызов в сборную Боливии и в первом же матче после возвращения оформил хет-трик в ворота сборной Уругвая в матче отборочного турнира к чемпионату мира 2014 года. Хозяева сумели обыграть дома со счётом 4:1 команду, которая пребывала на тот момент в пятёрке сильнейших сборных в рейтинге ФИФА, действующего победителя Кубка Америки и полуфиналиста чемпионата мира 2010. Сауседо в игре с уругвайцами оформил так называемый «классический хет-трик», забив голы обеими ногами, а также головой.
По итогам 2012 года Карлос Сауседо был признан лучшим футболистом Боливии.
В 2014 года на правах аренды перешёл в «Саприссу», сразу же помог команде выиграть летний чемпионат Коста-Рики. Сауседо забил девять голов в турнире, лишь на один отстав от результата трёх футболистов, забивших по 10 мячей и ставших лучшими бомбардирами чемпионата. Таким образом, Сауседо по разу выиграл чемпионаты трёх разных стран.
Сауседо продолжает выступать за Боливию и по состоянию на конец 2014 года в его активе семь забитых голов в 11 матчах.
Карлос Сауседо воспитывает с женой Марлени двоих детей — дочь Карлу Алехандру (род. в 2002) и сына Карлитоса (род. в 2006).

## Достижения
- Чемпион Боливии (2): 2009 (Клаусура), 2018 (Кл.)
- Чемпион Эквадора (1): 2008
- Чемпион Коста-Рики (1): 2014 (Лето)
- Лучший бомбардир чемпионата Боливии (5): 2012 (Клаусура) (17 голов), 2012 (Апертура) (23 гола), 2013 (Апертура) (16 голов)[8], 2017 (Апертура) (15 голов), 2018 (Апертура) (18 голов)
- Футболист года в Боливии (1): 2012